# Мульк
Мульк (араб. ملك ‎ —  собственность, владение‎) — вид частной земельной собственности в период феодализма в странах Ближнего и Среднего Востока, а также в Закавказье и Средней Азии. Движимая собственность называлась мал. В процессе феодализации значение термина в исламских странах дифференцировалось:
- царство, княжество, сеньория;
- феодальная собственность на землю, соответствовала аллоду, русской вотчине. В этом значении мульк, в отличие от икта, не был обусловлен несением государственной службы, мог быть продан, подарен или передан по наследству;
- частная собственность на воду, ирригационные сооружения и, следовательно, право владельца на взимание сборов с крестьян за пользование водой;
- мелкая крестьянская собственность на землю;
- общинный мульк (мульк умуми) — собственность сельской общины на землю или воду.

В новейшее время термин означает просто земельную собственность.